# Ruta D del metro de Nova York
La Ruta D Sixth Avenue Express és un servei de ferrocarril metropolità subterrani del Metro de Nova York, als Estats Units d'Amèrica.
Els serveis són tot el dia des de Norwood-205th Street a Norwood (Bronx), fins Coney Island-Stillwell Avenue a Coney Island (Brooklyn) via Central Park West.
El servei és de tipus local al Bronx i exprés a Manhattan i Brooklyn. Encara que en hores punta circulen trens exprés en direcció a zones congestionades (al matí cap a Manhattan, i a la nit des de Manhattan) al llarg de Concourse Line.
A diferència d'altres metros, cada servei no correspon a una única línia, sinó que un servei pot circular per diverses línies de ferrocarril. El servei D utilitza les següents línies:
| Ruta D del Metro de Nova York | Línia                         | <<                  | >>                          | Vies                                                 | Temps  |
| ----------------------------- | ----------------------------- | ------------------- | --------------------------- | ---------------------------------------------------- | ------ |
| Ruta D del Metro de Nova York | Concourse Line                | tota la línia       | tota la línia               | local (exprés hora punta cap a zones congestionades) | sempre |
| Ruta D del Metro de Nova York | Eighth Avenue Line            | 145th Street        | 59th Street-Columbus Circle | exprés                                               | sempre |
| Ruta D del Metro de Nova York | Sixth Avenue Line             | 59th Street         | Broadway-Lafayette Street   | exprés                                               | sempre |
| Ruta D del Metro de Nova York | Chrystie Street Connection    | tota la línia       | tota la línia               | exprés                                               | sempre |
| Ruta D del Metro de Nova York | Manhattan Bridge north tracks | tota la línia       | tota la línia               | N/A                                                  | sempre |
| Ruta D del Metro de Nova York | Fourth Avenue Line            | nord de 36th Street | nord de 36th Street         | exprés (local late nights)                           | sempre |
| Ruta D del Metro de Nova York | West End Line                 | tota la línia       | tota la línia               | local                                                | sempre |